# Monument van de onbekende antifascistische strijder
Het Monument van de onbekende antifascistische strijder in Košice, is een constructie ter nagedachtenis van de slachtoffers die vielen bij het antifascistische verzet.
De gedenkzuil werd ontworpen door Ing. Karol Milerský en Viliam Columby. De twee gebeeldhouwde figuren (een soldaat en een verzetsstrijder) in de zaal onder de zuil, zijn het werk van de academische beeldhouwer: Vojtech Löffler. Het geheel werd opgericht in de jaren 1947-1948.

## Ligging
Het gedenkteken bevindt zich op het Bevrijdersplein (in 't Slowaaks: "Námestí osloboditeľov"), tegenover het monument voor de soldaten van het Sovjetleger. 

## Uitvoering
Het monument werd in 1948 onthuld tijdens de plechtigheden ter gelegenheid van de 4e verjaardag van de Slowaakse Nationale Opstand.
Het bestaat uit een kleine zaal met een open gevel, waarboven een zuil oprijst. Het open vertrek ligt centraal in een halve cirkel en het interieur is beschermd door een metalen rooster. In de overdekte ruimte staan twee gebeeldhouwde figuren: een Tsjecho-Slowaakse soldaat en een verzetsstrijder. Tussen beide is een tekst aangebracht, die het doel van het monument verduidelijkt:
"Vzdaj úctu každý, kto ideš okolo tých, ktorí umreli, aby si ty žil".

Vertaling: "Aan degenen die vertoeven bij de doden opdat u zou kunnen leven: betoon eerbied".
Onder de inscriptie tussen de staande figuren is het embleem van de Volksvereniging van antifascistische strijders (SĽUB) aangebracht.
Dit embleem bestaat uit een vijfpuntige ster waarin een palm is afgebeeld, met de inscriptie BELOFTE. Eronder ziet men een zwaard en een hamer.
In de zaal bevindt zich ook het symbolische graf van de "onbekende antifascistische strijder", waarbij het Tsjechoslowaakse nationale embleem wordt afgebeeld met de inscriptie:
"Neznámy bojovník za slobodu ľudu".

Vertaling: "Onbekende strijder voor de vrijheid van de mensheid."
Dit monument is vervaardigd uit kostbare grondstoffen: trachiet, andesiet en travertijn en is sedert 28 juni 1963 beschermd als Slowaaks nationaal cultureel monument.